# 莫古礼
弗洛伊德·阿朗佐·莫古礼（英語：Floyd Alonso McClure；1897年8月14日—1970年4月15日）是美国的一位植物學家及竹类分类学家。他在中国和拉丁美洲采集发表了众多竹类新类群，其著作《The Bamboos: A fresh Perspective》是竹类分类的必备书目。

## 生平
1897年，莫古禮生於美国俄亥俄州謝爾比縣的一个农民家庭。大学就读于俄亥俄州立大学, 1918年获得文学学士学位, 翌年获得理学学士学位，同年来到中国广州的嶺南學校任教园艺学。他在广州很快就学会了中文和粤语。
1922年莫古禮回美国与德鲁里(Ruth Drury)结婚，住在马里兰州格伦代尔的贝尔引种站(Bell Station)附近，在那里学会了中国竹类植物的采集引种和打包方法。美国在华考察引种植物在当时非常活跃, 1924年时，莫古礼被美国农业部任命为在中国的采集者。
1927年，莫古礼在俄亥俄州立大学攻读理学硕士学位。1928年毕业后，莫古礼回到中国被嶺南大學聘为植物学副教授，不久又聘为植物学教授，集中在华南地区考察植物并采集标本，同时建立和管理植物标本室。此外，莫古礼还在学校开辟竹园以收集种植各种竹类，用于观察和实验。
1932年，莫古礼返回美国攻读博士学位。1935年，莫古礼以题为《The Chinese species of Schizostachyum》的博士论文获得俄亥俄州立大学博士学位。
1936年，莫古礼再次来到中国在岭南大学负责经济植物学研究, 同时还进行竹类植物分类及其用途的研究。1937年, 他还参加了美国国家地理学会、中山大学联合组织的赴广西植物考察。1937年冬，由于抗日战争爆发，岭南大学师生被迫疏散，莫古礼则留在学校照顾难民，并用竹园里的竹子制作各种工具来帮助难民。
1940年，莫古礼离开中国返美。1941年他搬到华盛顿特区在史密森研究院工作。1942-1943年, 他开展了西半球竹类植物的分类研究。1943-1944年，为美国国家研究委员会科学研究与发展办公室做了一个关于美国、墨西哥、洪都拉斯、哥伦比亚、委内瑞拉、巴西和波多黎各等地特有竹类的调查。
1944-1945年，莫古礼在美国农业部对外农业关系办公室担任关于竹类植物的现场服务顾问, 主要研究新大陆的竹类植物, 之后他还在危地马拉、萨尔瓦多、尼加拉瓜、哥斯达黎加、厄瓜多尔和秘鲁建立经济竹种园。他还担任了美国一家造纸公司的顾问开展竹类植物制浆的研究。同时他还协助危地马拉建立了一个30英亩的竹类植物试验地。1953年, 莫古礼作为美国对外业务管理局的顾问访问了越南、印度、巴基斯坦和印度尼西亚，讨论有关竹浆造纸的问题。1956年, 他结束了美国农业部的工作。
1956年，他继续在史密森研究院工作，为新编《植物自然分科志》(Die Natürlichen Pflanzenfamilien)收集竹类植物分类的数据。他去世后，由史密森研究院负责出版了这部分内容: 《新大陆本土竹类植物属志》(Genera of Bamboos Native to the New World)。
此外，从1940年代起，他被任命為美国国立自然历史博物馆的名譽研究員，直至1970年去世。
1966年莫古礼出版了《The bamboos: A Fresh Perspective》一书，这本书是莫古礼一生对竹类植物观察和研究的总结，也是竹类植物分类学的一本必备书目。
1970年4月15日, 莫古礼在家里的花园中为一位年轻友人挖竹子时去世。